# ادو ویلچز
ادو ویلچز (انگلیسی: Edu Vílchez؛ زادهٔ ۲۲ سپتامبر ۱۹۶۷) بازیکن فوتبال اهل اسپانیا است.
از باشگاه‌هایی که در آن بازی کرده‌است می‌توان به باشگاه فوتبال اسپانیول، باشگاه فوتبال رئال وایادولید، باشگاه فوتبال رئال مادرید کاستیا، و باشگاه فوتبال الچه اشاره کرد.
وی همچنین در تیم ملی فوتبال زیر ۱۸ سال اسپانیا بازی کرده‌است.